# Albizia canescens
Albizia canescens är en ärtväxtart som beskrevs av George Bentham. Albizia canescens ingår i släktet Albizia och familjen ärtväxter. Inga underarter finns listade i Catalogue of Life.

## Bildgalleri

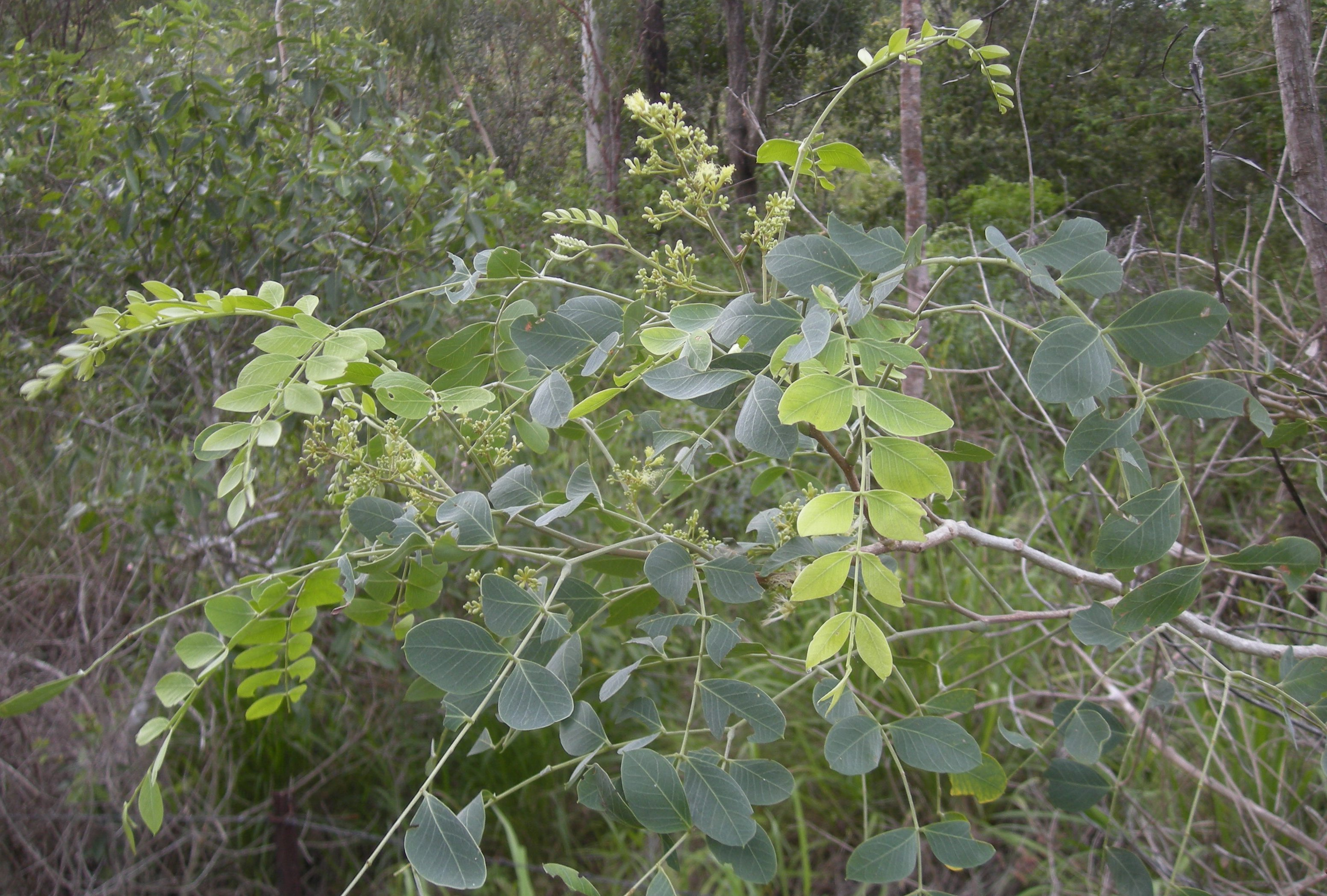
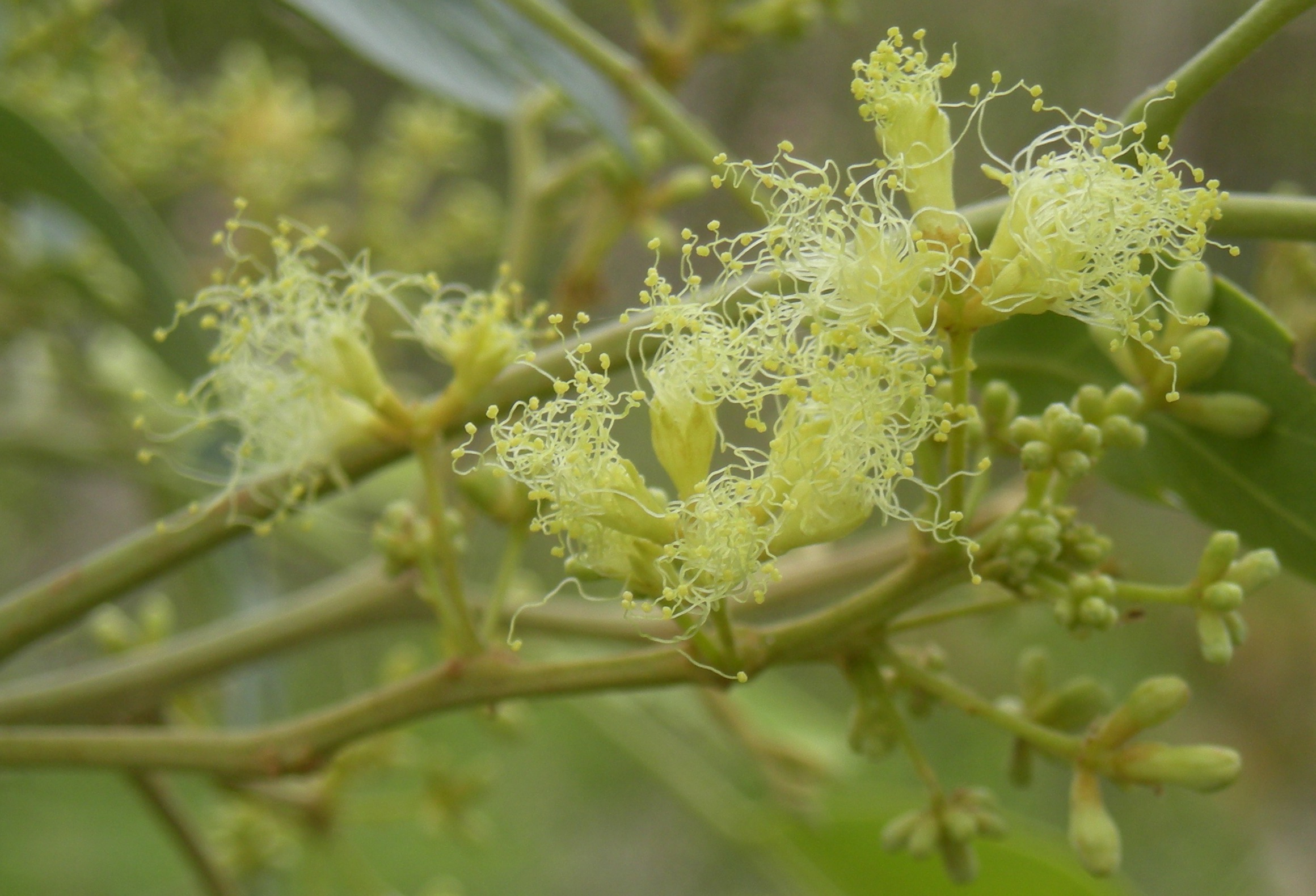